# Die Fälle der Gerti B.
Die Fälle der Gerti B. ist eine österreichische Fernsehserie mit Susi Stach und Mariam Hage, die unter der Regie von Sascha Bigler nach einem Drehbuch von Sascha Bigler, Timo Lombeck und Marcel Kawentel entstand. Es handelt sich um ein Spin-Off der ORF-Stadtkomödie Der Fall der Gerti B. (2019). Premiere der ersten Staffel war am 7. April 2024 auf der Diagonale.

## Handlung
Gerti Bruckner ist eine langjährige Kriminalpolizistin, die mit Herbert „Bertl“ Bruckner verheiratet ist. Ihre Ehe verläuft in den immer gleichen Bahnen und an ihrer Stelle wird die halb so alte Kollegin Heidi befördert, die damit zu ihrer Vorgesetzten wird.
Den angebotenen Golden Handshake für die Frühpensionierung nimmt Gerti nicht an, stattdessen ermittelt sie gemeinsam mit ihrer Kollegin Heidi in einem Mordfall in Wien-Floridsdorf, wo am Donauufer eine Wasserleiche gefunden wird.

## Produktion und Hintergrund
Die Dreharbeiten zur ersten Staffel fanden vom 5. Juni bis zum 15. August 2023 in Wien statt. Gedreht wurde in Floridsdorf innerhalb des Schlingerhofs und diesem zugehörigen Markt.
Die Serie wurde von der Lotus Film produziert, als Produzent fungierte Tommy Pridnig. Beteiligt war der Österreichische Rundfunk, unterstützt wurde die Produktion von FISA+, dem Fernsehfonds Austria und dem Filmfonds Wien.
Die Kamera führte Enzo Brandner, die Musik schrieb Stefan Bernheimer, die Montage verantworteten Alarich Lenz und Philipp Bittner. Das Kostümbild gestaltete Zizi Bohrer-Lehner, das Szenenbild Bertram Reiter, den Ton Max Vornehm und Axel Traun und das Sounddesign Bernd Dormayer und Bernhard Zorzi.
Während die Rolle der Heidi Mai im Film Der Fall der Gerti B. (2019) von Tanja Raunig verkörpert wurde, wurde diese Rolle in der Serie von Mariam Hage übernommen.
Im Juni 2025 starteten die Dreharbeiten zur zweiten Staffel in Wien und Umgebung, unter anderem am Floridsdorfer Markt, Am Schöpfwerk und in Klosterneuburg.

## Veröffentlichung
Premiere war am 7. April 2024 auf der Diagonale. Auf ORF ON erfolgte die Veröffentlichung am 4. Oktober 2024 (Folgen 1 bis 3) und am 11. Oktober 2024 (Folgen 4 bis 6), auf ORF 1 wurde die Serie jeweils in Doppelfolgen am 7., 14. und 21. Oktober 2024 erstmals ausgestrahlt.

## Rezeption

### Kritiken
Doris Priesching meinte auf DerStandard.at, dass die Serie trotz der spannenden Konstellation mit den grundguten Hauptdarstellerinnen unentschlossen zwischen schmähstader Buddykomödie, sorgfältig ausgestattetem Milieukrimi und schaler Nostalgiesehnsucht hin- und hermäandere.
Robert Fröwein urteilte auf krone.at: „Gut gelungen, aber noch ausbaufähig“. Die ersten zwei Folgen überzeugten vor allem durch ein gut gelauntes Ensemble, besonders fein besetzt seien die Nebenrollen. Karl Fischer und Gerhard Liebmann ließen in den beiden ersten Folgen darüber hinwegsehen, dass der Generationskonflikt der beiden Hauptfiguren zu oft von platten Klischees und ausgelutschten Erkenntnissen begleitet werde. Dafür bekomme man in Rückblenden schöne Einblicke in das Floridsdorf von damals.

### Quote
Die erste Folge wurde bei Erstausstrahlung am 7. Oktober 2024 von durchschnittlich 492.000 Sehern verfolgt bei einem Marktanteil von 19 Prozent, 416.000 Personen waren bei einem Marktanteil von 16 Prozent bei Folge zwei dabei.

## Episodenliste
| Nr. (ges.) | Nr. (St.) | Originaltitel       | Erstveröffentlichung Österreich |
| ---------- | --------- | ------------------- | ------------------------------- |
| 1          | 1         | Die mit dem Brief   | 4. Okt. 2024                    |
| 2          | 2         | Die mit dem Hund    | 4. Okt. 2024                    |
| 3          | 3         | Die mit dem Sheriff | 4. Okt. 2024                    |
| 4          | 4         | Die mit der Liebe   | 11. Okt. 2024                   |
| 5          | 5         | Die mit der Schuld  | 11. Okt. 2024                   |
| 6          | 6         | Die mit dem Fall    | 11. Okt. 2024                   |